# Rebol
Rebol (акронім англ. Relative Expression Based Object Language) — мова програмування. Запозичуючи деякі ідеї з Lisp, він виступає в ролі платформи для створення предметно-орієнтованих діалектів для маніпуляції різними представленнями даних (зберігання, обмін і перетворення інформації).  Мова націлена насамперед на розробку розподілених мережевих застосунків, мультимедійних систем, програм для обробки даних і організації паралельних обчислень.
Автор мови — Карл Сассенрат (Carl Sassenrath), творець операційної системи AmigaOS. Мову розвиває компанія REBOL Technologies, якій належать майнові права та торгова марка REBOL. Початковий код реалізації мови програмування REBOL відкритий під ліцензією Apache і опублікований на GitHub.

## Історія
Ребол вперше з'явився на світ в 1997 році.
Є 3 основні модифікації:
- REBOL/Core
- REBOL/View був випущений у квітні 2001
- REBOL/Command, для сервера.

## Реализація
REBOL/Core, консольна версія, займає 300 КБ. REBOL/View, версія із підтримкою GUI — 650 КБ.

## Приклади

### Hello World
```
print
 
"Hello World!"

```

## Виноски
1. ↑  Goldman, E., Blanton, J. (2000). REBOL: The Official Guide. McGraw-Hill Osborne Media. ISBN 0-07-212279-X.
2. ↑  Crockford, Douglas. The JSON Saga, jsonsaga.ppt [Архівовано 4 жовтня 2012 у Wayback Machine.]
3. ↑  The rebol Open Source Project on Open Hub: Languages Page — 2006.
4. ↑  REBOL Technologies. The REBOL/View and REBOL/Core 2.7.8 license
5. ↑  R3 source at GIT
6. ↑  R3 Source Code Released!. Архів оригіналу за 14 грудня 2012. Процитовано 14 грудня 2012.
7. ↑  Реализация языка программирования REBOL открыта под лицензией Apache [Архівовано 18 грудня 2012 у Wayback Machine.] // opennet.ru 13.12.2012